# Спрінгфілд Тауншип (округ Берлінгтон, Нью-Джерсі)
Спрінгфілд Тауншип (англ. Springfield Township) — селище (англ. township) в США, в окрузі Берлінгтон штату Нью-Джерсі. Населення — 3245 осіб (2020).

## Демографія
Згідно з переписом 2010 року, у селищі мешкало 3414 осіб у 1162 домогосподарствах у складі 941 родини. Було 1217 помешкань
Расовий склад населення:
| - 90,6 % — білих - 3,8 % — чорних або афроамериканців - 2,5 % — азіатів - 0,2 % — корінних американців - 1,2 % — осіб інших рас |

До двох чи більше рас належало 1,6 %. Частка іспаномовних становила 3,7 % від усіх жителів.
За віковим діапазоном населення розподілялося таким чином: 23,0 % — особи молодші 18 років, 63,7 % — особи у віці 18—64 років, 13,3 % — особи у віці 65 років та старші. Медіана віку мешканця становила 44,3 року. На 100 осіб жіночої статі у селищі припадало 102,9 чоловіків;  на 100 жінок у віці від 18 років та старших — 103,0 чоловіків також старших 18 років.
Середній дохід на одне домашнє господарство  становив 116 124 долари США (медіана — 105 852), а середній дохід на одну сім'ю — 126 246 доларів (медіана — 113 897). За межею бідності перебувало 6,1 % осіб, у тому числі 16,8 % дітей у віці до 18 років та 3,9 % осіб у віці 65 років та старших.
Цивільне працевлаштоване населення становило 1697 осіб. Основні галузі зайнятості: освіта, охорона здоров'я та соціальна допомога — 21,0 %, науковці, спеціалісти, менеджери — 12,6 %, роздрібна торгівля — 11,4 %.